# Gabriel Rinaldi
Gabriel Osvaldo Rinaldi, (Buenos Aires, 17 de diciembre de 1970) es un futbolista que ya no ejerce que se desempeñaba como defensor central en Huracán, Tigre, San Telmo y Estudiantes de Mérida. Después de su retiro en 1999 ejerció como director técnico de las divisiones inferiores de Huracán y un pequeño paso como interino de la primera división de Huracán y ayudante de Néstor apuzzo en la primera división de Huracán.
También tuvo paso como ayudante en Sportivo Italiano, Deportivo Puerto Madryn y la catedral, también dirigió la primera división de Sacachispas, esta vez como director técnico principal.
Actualmente está en el grupo de captación de jugadores del Club Atlético Huracán. 

## Trayectoria
Realizó las inferiores en Huracán, donde debutó en 1992 en un partido ante Vélez Sarsfield. En ese partido anotaría un autogol que le daría el triunfo al rival.
Integró el plantel de Huracán que terminó como subcampeón del Torneo Clausura 1994. 
En 1995 dejó a su equipo, donde había jugado 42 partidos. Pasó entonces por Tigre y por San Telmo, en las categorías del ascenso argentino. En su última temporada en su país jugó 38 partidos y llegó a marcar 2 goles. Luego de ello sería contratado por Estudiantes de Mérida, equipo con el que actuó en la Copa Libertadores 1999.
Tras retirarse jugando en Venezuela, regresó a Huracán para convertirse en entrenador de los equipos juveniles del club. Posteriormente se desempeñó como entrenador asistente -durante uno de los mandatos de Néstor Apuzzo- y entrenador interino -suplantando temporalmente a Héctor Rivoira y a Juan Manuel Llop-.
En 2019 dirigió como entrenador principal durante dos meses a Sacachispas Fútbol Club. Previo a ello había acompañado como asistente a Daniel Stechina en La Catedral, a Hugo Barrientos en Guillermo Brown de Puerto Madryn y a Mario Rizzi en el Sportivo Italiano.

## Clubes

### Como jugador
| Club                  | País      | Año       |
| --------------------- | --------- | --------- |
| Huracán               | Argentina | 1992-1995 |
| Tigre                 | Argentina | 1995-1996 |
| San Telmo             | Argentina | 1996-1998 |
| Estudiantes de Mérida | Venezuela | 1998-1999 |

### Como entrenador
| Club                          | País      | Año           |
| ----------------------------- | --------- | ------------- |
| Huracán (Inferiores)          | Argentina | 2000-2012     |
| Huracán (Interino)            | Argentina | 2012          |
| Huracán (Inferiores)          | Argentina | 2012-2013     |
| Huracán (Interino)            | Argentina | 2013          |
| Huracán (Inferiores)          | Argentina | 2013-2014     |
| Huracán (Asistente)           | Argentina | 2015          |
| Huracán (Inferiores)          | Argentina | 2015-2017     |
| Sportivo Italiano (Asistente) | Argentina | 2017          |
| Guillermo Brown (Asistente)   | Argentina | 2018          |
| La Catedral (Asistente)       | Argentina | 2019          |
| Sacachispas                   | Argentina | 2019          |
| Huracán (Reserva)             | Argentina | 2021          |
| Huracán (Inferiores)          | Argentina | 2021-Presente |

## Efectividad
| Club    | País      | Pts (posibles) | PJ | PG | PE | PP | Ef |
| ------- | --------- | -------------- | -- | -- | -- | -- | -- |
| Huracán | Argentina | 0 (0)          | 1  | 0  | 0  | 1  | 0% |
| Total   |           | 0 (0)          | 0  | 0  | 0  | 1  | 0% |